# High Hopes (Pink-Floyd-Lied)
High Hopes ist ein Song der britischen Band Pink Floyd. Er erschien 1994 auf dem Album The Division Bell. Das Stück wurde von David Gilmour komponiert; der Text stammt von Gilmour und seiner Frau Polly Samson.

## Titel und Inhalt

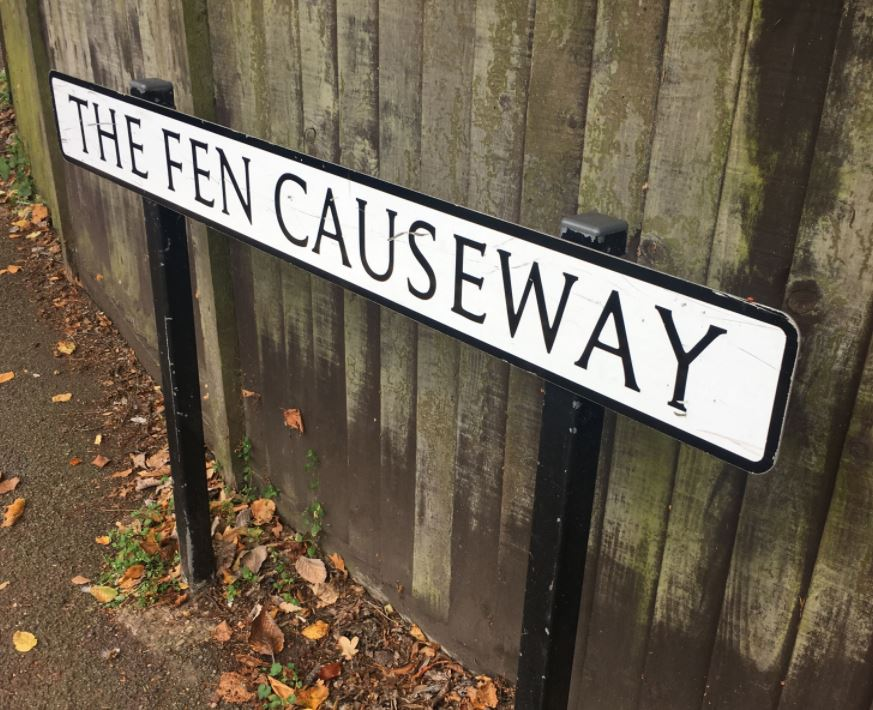
The Fen Causeway in Cambridge, auf den sich der Song bezieht

Douglas Adams, ein Freund von Gilmour, wählte den Albumtitel nach einer Zeile in diesem Lied. Eine Live-Version des Songs befindet sich auf dem Album Pulse von Pink Floyd. Die 7-Inch-Vinyl-Single-Version von High Hopes wurde als durchsichtige Schallplatte veröffentlicht. Die letzte Zeile des Liedes („The endless river/Forever and ever“) erinnert an den Song See Emily Play von Pink Floyd aus dem Jahre 1967 („Float down a river forever and ever“) und war auch Namensgeber für das 2014 erschienene Studioalbum The Endless River, ebenfalls von Pink Floyd.
Die unterschiedlichen Straßennamen, die im Text des Liedes vorkommen („Long Road“ und „Causeway“), befinden sich in Cambridge, in der Stadt, in der David Gilmour geboren wurde und auch studiert hat. „The Cuts“ sind die künstlich angelegten Kanäle in Cambridge, die die umgebenden Marschländer von stehendem Wasser befreien. Gilmour sagte, dass dieser Song persönlicher als sein üblicher Stil sei und die Marschrichtung für das komplette Album vorgegeben habe. Am Schluss des Stücks ist eine Aufnahme von Polly Samsons Sohn Charlie zu hören, der ein Gespräch mit dem Manager der Band, Steve O’Rourke beendet, was eine weitere Betonung des Themas des Albums darstellt: Kommunikationsschwierigkeiten. Es war die Antwort der Band auf die dauernde Frage von O’Rourke, einige Töne auf einem Album der Band spielen zu dürfen. Beim Musikvideo zum Song führte Storm Thorgerson Regie.

## Besetzung
- David Gilmour – Gesang, Gitarre, E-Bass und Hawaiigitarre
- Richard Wright – Kurzweil-Synthesizer
- Nick Mason – Schlagzeug, Kirchenglocke, Tamburin
- Jon Carin – Klavier
- Michael Kamen – Orchester-Arrangements
- Edward Shearmur – Orchester-Arrangements